# Leuchtturm Barßel
Der Leuchtturm Barßel steht bei Barßel im Landkreis Cloppenburg, Niedersachsen, Deutschland.
Der rot-weiß gestreifte Leuchtturm mit schwarzem konischen Fuß und einer Galerie um die Laterne steht auf einer Landzunge am Barßeler Bootshafen. Der Bootshafen liegt direkt an der Soeste, dem linken Quellfluss der Jümme.
Er ist eine stilisierte Nachbildung des Leuchtturms „Roter Sand“ und wurde 1986 vom Schifferverein „Gute Fahrt“ Barßelermoor-Barßel in Eigenarbeit gebaut. Er ist einer der wenigen echten Leuchttürme im Binnenland. Im Sommer 2014 wurde der Leuchtturm renoviert und bekam einen neuen Anstrich.
Auf dem Leuchtturm ist eine Life-Webcam montiert.

## Einzelnachweise

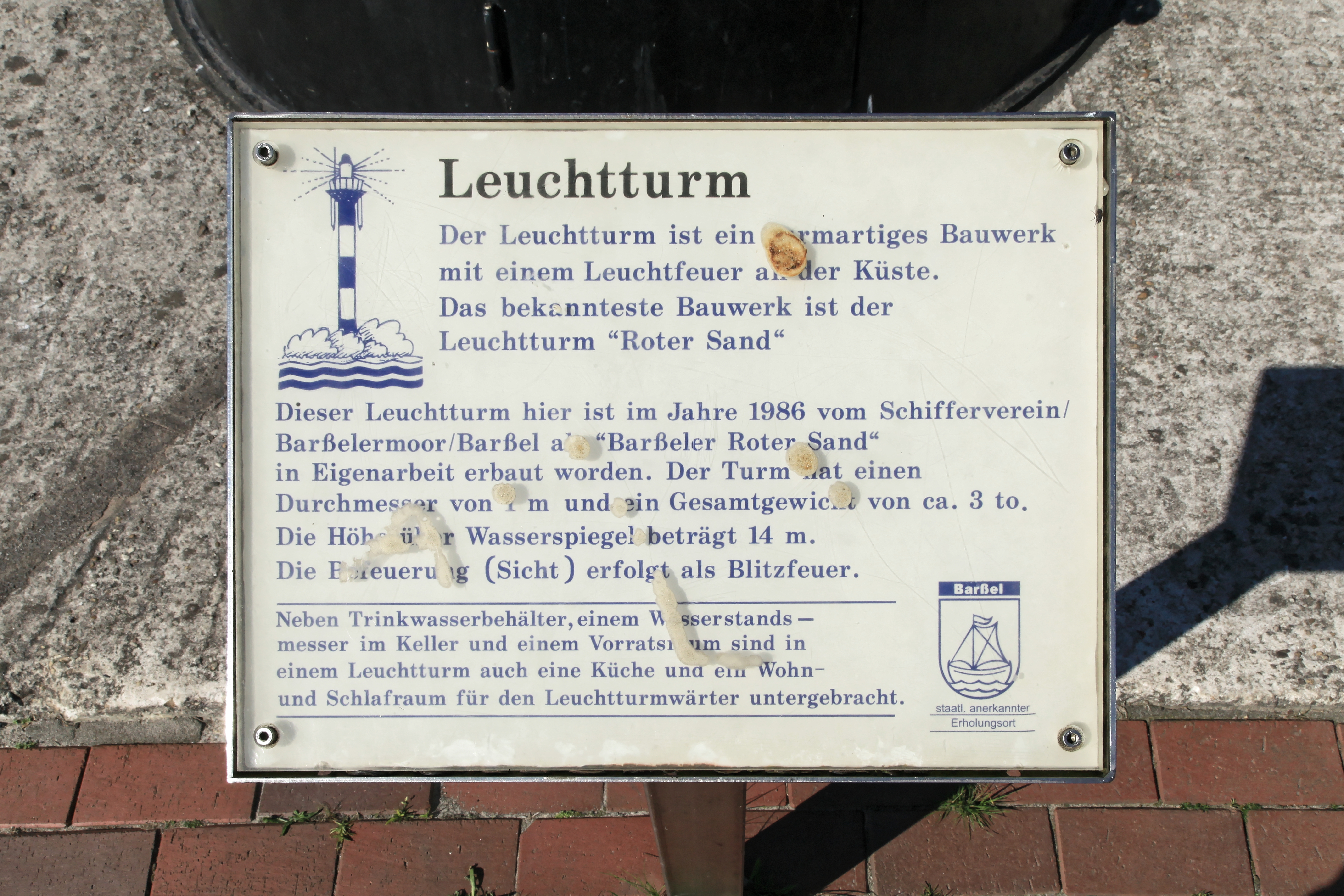